# فرانك ميتشيل (ممثل)
فرانك ميتشيل (بالإنجليزية: Frank Mitchell)‏ هو ممثل أمريكي، ولد في 13 مايو 1905 بنيويورك في الولايات المتحدة، وتوفي في 21 يناير 1991 في الولايات المتحدة.

## وصلات خارجية
- فرانك ميتشيل على موقع IMDb (الإنجليزية)
- فرانك ميتشيل على موقع أول موفي (الإنجليزية)
- فرانك ميتشيل على موقع قاعدة بيانات الأفلام السويدية (السويدية)
- فرانك ميتشيل على موقع قاعدة بيانات الفيلم (الإنجليزية)
- فرانك ميتشيل على موقع كينوبويسك (الروسية)